# Leptoperidia asperrima
Leptoperidia asperrima är en svampart som först beskrevs av Hans Sydow, och fick sitt nu gällande namn av Rappaz 1987. Leptoperidia asperrima ingår i släktet Leptoperidia och familjen Diatrypaceae.   Inga underarter finns listade i Catalogue of Life.